# Universiteit van Sydney
De Universiteit van Sydney (Engels: University of Sydney) is de oudste universiteit van Australië en is opgericht in 1850. De universiteit hoort bij de top 0,25% van beste universiteiten ter wereld, is in 2017 uitgeroepen tot 's werelds vierde universiteit op het gebied van inzetbaarheid op de arbeidsmarkt en heeft in totaal vijf winnaars van de Nobelprijs en zes premiers opgeleid. De universiteit had in 2006 45.182 studenten waarvan 8.983 internationale studenten. Verder zijn er 150 sociëteiten, 50 sportclubs, 104 leszalen, 322 laboratoriums en een zeer uitgebreide bibliotheek. Er is een uitwisselingsprogramma met meer dan 37 landen uit Europa, Noord-Amerika en Azië. Er zijn 430 verschillende diploma's te behalen op 19 faculteiten.
De faculteiten:
- Agriculture, Food and Natural Resources
- Arts
- Architecture
- Australian Graduate School of Management
- Dentistry
- Economics and Business
- Education and Social Work
- Engineering
- Graduate School of Government
- Health Sciences
- Law
- Medicine
- Nursing
- Pharmacy
- Rural Management
- Science
- Sydney College of the Arts
- Sydney Conservatorium of Music
- Veterinary Science

De universiteit bevat verschillende campussen:
- Camperdown/Darlington
- Cumberland
- The Australian Graduate School of Management
- St James
- Mallett Street
- Orange
- Sydney Conservatorium of music
- Rozelle
- Surry Hills
- Camden
- Burren Street

Deze universiteit werkt nauw samen met de Universiteit van New South Wales.